# David Tyavkase
David Terzungwe Tyavkase (sinh ngày 30 tháng 12 năm 1984, ở Benue State) là một cầu thủ bóng đá người Nigeria currently with Gabonese side US Bitam.

## Sự nghiệp
Tyavkase khởi đầu sự nghiệp cùng với Enyimba và vào tháng 7 năm 2007 gia nhập Lobi Stars. Sau khi thi đấu 2 năm, anh trở lại Enyimba vào ngày 12 tháng 2 năm 2009.
Anh có thể thi đấu ở vị trí tiền đạo hoặc tiền vệ và trở lại Lobi đầu mùa giải 2012. Vào tháng 9 năm 2013, Tyavkase rời Nigeria để thi đấu cho nhà vô địch Gabon 2012–13 US Bitam.

### Quốc tế
Anh từng có 1 lần ra sân cho Đội tuyển bóng đá quốc gia Nigeria năm 2005.